# Lormetazepam
Lormetazepamul este un medicament din clasa 1,4-benzodiazepinelor, derivat de temazepam, fiind utilizat în tratamentul insomniilor. Calea de administrare disponibilă este cea orală.
Prezintă efecte anxiolitice, hipnotice și sedative, anticonvulsivante și miorelaxante.
Molecula a fost patentată în 1961 și a fost aprobată pentru uz medical în 1980.

## Utilizări medicale
Lormetazepamul este indicat în tratamentul de scurtă durată al tulburărilor de somn de etiologie variată, care sunt moderate sau severe. Prezintă un timp de acțiune scurt, de aceea este utilizat la pacienții care prezintă probleme de adormire sau de menținere a somnului.

## Farmacologie
Ca toate benzodiazepinele, lormetazepamul acționează ca modulator alosteric pozitiv al receptorului de tip A pentru acidul gama-aminobutiric (R GABAA), reducând excitabilitatea neuronilor. Prezintă o biodisponibilitate de 80%.